# Maria Reese (Malerin)
Maria Reese, auch Lambertz-Reese und Kindler-Reese (* 22. April 1942 in Eckernförde) ist eine deutsche Malerin und Graphikerin, die in Groß Wittensee das Atelier Lambertz-Reese führt. Sie lebt und arbeitet in Groß Wittensee und in Küsnacht in der Schweiz.

## Leben und Wirken
Reese wuchs in Eckernförde zusammen mit einer Schwester auf. Sie studierte von 1961 bis 1966 an der Muthesius-Werkschule für Handwerk und angewandte Kunst in Kiel, der heutigen Kunsthochschule. Seither ist sie freischaffende Malerin.
1962 begann ihre Lebens- und Arbeitsgemeinschaft mit dem Maler Carl Lambertz, ihrem „wirklichen Lehrer“, den sie 1972 heiratete. Am 27. Februar 1996 starb ihr erster Mann 85-jährig.
1998 hat sie wieder geheiratet, den damals 85-jährigen Verleger und Autor Helmut Kindler, der 2008 im Alter von 95 Jahren starb.
Aus ihrer Lebens- und Arbeitsgemeinschaft mit dem Maler Carl Lambertz entstanden in spannungsvollem Dialog Maria Reeses Bilder: von graphischem Realismus und bald auch von surrealer Poesie. In öffentlichen Gebäuden (Universität, Schulen und Ämtern des Landes Schleswig-Holstein) sind viele ihrer Bilder zu sehen. Ebenso ihre Auftragsarbeiten für Werke in Form von Wandteppichen und Wandgestaltungen. Ausstellungen gab und gibt es nicht nur in Deutschland (zum Beispiel in Bonn, Düsseldorf, Hamburg, Kiel, Eckernförde und Rendsburg), sondern auch in Galerien im Ausland.
Am 1. März 2022 wurde die Carl Lambertz-Maria Reese-Stiftung gegründet.

## Veröffentlichungen
- Norbert Weber (Hrsg.): Blumenbilder von Maria Reese und Carl Lambertz mit ausgewählten Gedichten, Rendsburg:  Claudius Kraft 1979, ISBN 3-922165-03-6; Neuauflage 1994 hrsg. von Gynter Mödder im Schleswiger Druck- und Verlagshaus, ISBN 3-88242-111-8
- Gynter Mödder: Landschaften – Ansichten. Bilder von Maria Reese und Carl Lambertz, Rendsburg: Claudius Kraft 1982, ISBN 978-3-922165-17-0
- Dietlinde Hedwig Heckt / Maria Reese: … und ich eine lächelnde Frau. Texte und Bilder, Kiel: Neuer Malik-Verlag 1987, ISBN 978-3-89029-952-5
- Inge Titzck / Maria Reese: Rechtecke vom Himmel. Gedichte, Hohenwestedt: Broschat 1995, ISBN 978-3-924256-56-2
- Maria Reese: In Bildern drückt sich meine Trauer aus. Abschied von meinem Mann, dem Maler Carl Lambertz, Stuttgart: Radius 2000, ISBN 3-87173-214-1
- Maria Kindler-Reese: Allgegenwärtig. Erinnerung an Helmut Kindler in Text und Bild, Stuttgart: Radius 2009, ISBN 978-3-87173-984-2

## Bildergalerien
- Bilder von Maria Reese (online auf museen-sh.de)
- Die Künstlerin Maria Reese (online auf mauseum.de)
- Wo Carl Lambertz' Seele wohnt (online auf shz.de)